# Annie Hall
Az Annie Hall 1977-ben bemutatott romantikus komédia Woody Allen rendezésében. Allen eredetileg az Anhedonia munkacímet adta filmjének, ám ez nem volt igazán eladható cím. A végső változatra a Los Angeles-i Filmfesztivál előtt három héttel cserélték le, ahol a film 1977 márciusában debütált. A film társírója, Brickman javasolt egy másik alternatívát az It Had to Be Jew címen, ám ezt még kevésbé tartották eladhatónak a filmforgalmazásban, s végül megállapodtak a később véglegesített Annie Hall címben. Allen korábban élettársi kapcsolatban volt Diane Keaton színésznővel, akinek az igazi neve Diane Hall.

## Történet
A komédiás Alvy Singer (Woody Allen) azon elmélkedik, hogy miért szakadt meg kapcsolata egy évvel ezelőtt Annie Hall-lal (Diane Keaton). New Yorkban nőtt fel, állandóan a létezés értelmetlenségére vonatkozó kérdésekkel nyúzta az édesanyját, ugyanakkor már gyerekkorában is nagyon felnőtt módon kezelte ártatlan szexuális kíváncsiságát.
Annie és Alvy vitába keverednek, miközben a moziban sorban állnak a Bánat és szánalom című filmre, melynek során egy másik sorbanálló hangosan félreértelmezi Marshall McLuhan műveit. McLuhan személyesen megjelenik és kijavítja a hibát (ami visszatérő motívum és poén Woody Allennél). Aznap este Annie-nek nincs kedve szexelni Alvyval. Ehelyett inkább első feleségéről, Allison Portchnikról (Carol Kane) beszélgetnek, akivel igen kevés élvezete volt szexuális téren. Második felesége egy New York-i értelmiségi volt, de szexuális kapcsolatuk szintén nem elégítette ki Alvyt. Annie-vel azonban más a helyzet. Ők ketten nagyon jól megvannak egymással és még a közös homárfőzés közben is rendkívül jól szórakoznak. Alvy szeret gúnyolódni azokon a különös figurákon, akikkel Annie korábban együtt járt.
Alvy egy teniszpályán találkozott Annie-vel. A játék után a félresikerült beszélgetésüket követően Annie felajánlja, hogy elviszi az autóján, majd felhívja magához, ahol az erkélyen borozgatnak. Ott kiderül, hogy ami csak felszínes csevegésnek tűnik, az valójában komoly flörtölés. Első randevújuk során Annie egy éjszakai lokálba megy meghallgatására (az It Had to Be You-t énekli). Alvy javaslatára túlesnek az első csókon, hogy az már ne gátolja őket. Miután aznap éjjel szeretkeznek, Alvy kijelenti, hogy "totál kész" lett, miközben Annie elszív egy marihuánás cigit.
Annie nemsokára bevallja, hogy szerelmes belé, míg Alvy a halálról szóló könyveket vesz neki és bevallja, hogy amit érez iránta, az több mint csupán "szerelem". Amikor végül összeköltöznek, a helyzet nagyon feszültté válik. Alvy nagyon kényelmetlenül érzi magát, amikor húsvétkor meglátogatják Annie családját Chippewa Falls-ban. Állítása szerint sosem érezte zsidóbbnak magát, mint Annie "zsidófaló" nagymamája előtt, és a két család között elképzelt beszélgetésben rávilágít a köztük lévő hatalmas szakadékra. Amikor meglátja, amint Annie kéz a kézben sétál egyik egyetemi tanárával, kérdőre vonja, hogy vajon Annie ezt érti-e "rugalmasság" alatt, amiről korábban beszélgettek. Végül szakítanak és Alvy az igazságot keresve monologizál, az emberi kapcsolatokról elmélkedik, miközben idegeneket szólít le az utcán, s faggatja őket a szerelem lényegéről, majd megkérdőjelezi saját korábbi választását. Végül rájön, hogy neki Hófehérke szerepe jutott, míg Annie a gonosz királynő.
Alvy megint randevúzni kezd, de próbálkozása meghiúsul, amikor nagyon félresikerül a randija egy fiatal riporterrel (Shelley Duvall), a szex sem megy, végül félbeszakítja őket Annie telefonhívása, aki ragaszkodik hozzá, hogy azonnal menjen át hozzá. Kiderül, azért hívta oda, hogy öljön meg egy nagy, fekete pókot. Ezután kibékülnek és megesküsznek, hogy együtt maradnak, akárhogy is lesz. Azonban a terapeutáikkal külön-külön folytatott beszélgetések egyértelművé teszik, hogy ki nem mondott nézeteltérés van köztük. Amikor Alvy elvállalja, hogy átad valamilyen díjat a tévében. Barátjával, Robbal (Tony Roberts) együtt elrepülnek Los Angelesbe. Azonban a visszaúton Alvy és Annie megbeszélik, hogy a kapcsolatuk nem működik. Miután Annie a lemezcég producerével Tony Laceyvel (Paul Simon) jön össze, Alvy sikertelenül próbálja feléleszteni a kapcsolatukat egy házassági ajánlattal. Visszatér New Yorkba, ír egy színdarabot a kapcsolatukról, de megváltoztatja a végét: Annie itt elfogadja az ajánlatot.
Utolsó találkozásuk egy keserédes zárójelenet New Yorkban, amikor már mindketten továbbléptek az életükben és új kapcsolatuk van. Alvy hangján halljuk az összefoglalást:

„Eszembe jutott egy régi vicc: 

Elmegy a fószer a pszichológushoz: 

- Doktor úr, a bátyám bolond! Tyúkanyónak képzeli magát! 

Mire a doki: 

- Miért nem hozta el hozzám? 

Erre a fószer: 

- Én elhoznám, de akkor ki kelti ki a kiscsibéket? 

"Hát, valahogy így gondolkozom én is a szerelemről. Teljesen irracionális, őrült, abszurd dolognak tartom, de elmondhatatlanul vágyom utána, hisz azok a kiscsibék kellenek.”

Annie rákezd a Seems Like Old Times című dalra, és legördül a vége felirat.

## Háttér
1976. május 19-én kezdték el forgatni Long Islanden azt a részt, amikor Alvy és Annie megpróbálnak homárt főzni. A teljes forgatás 10 hónapig tartott. Nem tudtak egyenletesen haladni. Vagy fél napig 200 extra statiszta várt a filmezésre Coney Islanden, végül hazaküldték őket anélkül, hogy egy méternyi filmet is forgattak volna velük.
A moziban a sorbanállás jelenetnél Woody első választása Federico Fellinire esett, mikor ő elutasította a felkérést, akkor Allen Luis Buñuel rendezőt invitálta, de ő sem vállalta el a szerepet. A végén Marshall McLuhan, a kommunikációs elméletek híres úttörője vett részt a filmben.
Ebben az alkotásban kapta meg legelső mozifilmes szerepét (igaz, csak pár másodperces jelenetben) Sigourney Weaver.

## Szereplők
| Szerep                               | Színész              | Magyar hang (1979) |
| ------------------------------------ | -------------------- | ------------------ |
| Alvy Singer                          | Woody Allen          | Kern András        |
| Annie Hall                           | Diane Keaton         | Bánsági Ildikó     |
| Rob                                  | Tony Roberts         | Kristóf Tibor      |
| Tony Lacey                           | Paul Simon           | Végvári Tamás      |
| Allison Portchnik                    | Carol Kane           | Andai Kati         |
| Robin                                | Janet Margolin       | Császár Angela     |
| Pam                                  | Shelley Duvall       | Kiss Mari          |
| Mrs. Singer                          | Joan Neuman          | Schubert Éva       |
| Mr. Singer                           | Mordecai Lawner      | Kézdy György       |
| Mrs. Hall                            | Colleen Dewhurst     | Zolnay Zsuzsa      |
| Mr. Hall                             | Donald Symington     | Gera Zoltán        |
| Duane Hall                           | Christopher Walken   | Sörös Sándor       |
| Hall nagyi                           | Helen Ludlam         |                    |
| Alvy Singer 9 évesen                 | Jonathan Munk        |                    |
| Alvy nagynénje                       | Ruth Volner          |                    |
| Alvy nagybátyja                      | Martin Rosenblatt    | Képessy József     |
| Joey Nichols                         | Hy Anzell            | Szabó Ottó         |
| Tessie néni                          | Rashel Novikoff      |                    |
| Férfi a mozipénztári sorban          | Russell Horton       | Bálint András      |
| Önmaga                               | Marshall McLuhan     | Némethy Ferenc     |
| Dorrie                               | Christine Jones      | Borbás Gabi        |
| Miss Reed                            | Mary Boylan          |                    |
| Janet                                | Wendy Girard         |                    |
| Kokós barát                          | John Doumanian       | Kránitz Lajos      |
| Férfi a mozi előtt                   | Bob Maroff           | Vogt Károly        |
| Férfi a mozi előtt                   | Rick Petrucelli      |                    |
| Jegypénztáros a moziban              | Lee Callahan         |                    |
| Brooklyni doktor                     | Chris Gampel         | Buss Gyula         |
| Önmaga                               | Dick Cavett          |                    |
| Tengerésztiszt a Dick Cavett Showban | Mark Lenard          |                    |
| Komikus a gyűlésen                   | Dan Ruskin           |                    |
| Annie színész barátja                | John Glover          | Juhász Jácint      |
| Komikus ügynöke                      | Bernie Styles        |                    |
| Komikus                              | Johnny Haymer        | Márkus László      |
| Maharishi                            | Ved Bandhu           |                    |
| Los Angeles-i rendőr                 | John Dennis Johnston | Csíkos Gábor       |
| Tony Lacey barátnője                 | Lauri Bird           | Kovács Nóra        |
| Vendég Lacey partiján                | Jim McKrell          | Versényi László    |
| Vendég Lacey partiján                | Jeff Goldblum        |                    |
| Vendég Lacey partiján                | William Callaway     |                    |
| Vendég Lacey partiján                | Roger Newman         | Perlaki István     |
| Vendég Lacey partiján                | Alan Landers         | Gyabronka József   |
| Vendég Lacey partiján                | Jean Sarah Frost     |                    |
| Hotelorvos                           | Vince O'Brien        | Horkai János       |
| Alvy pszichológusa                   | Humphrey Davis       | Kenderesi Tibor    |
| Annie pszichológusa                  | Veronica Radburn     |                    |
| Színésznő a próbán                   | Robin Mary Paris     |                    |
| Színész a próbán                     | Charles Levin        | Tahi József        |
| Színpadmester a próbán               | Wayne Carson         |                    |
| Rendező a próbán                     | Michael Karm         |                    |
| Tony nője a night clubban            | Petronia Johnson     |                    |
| Tony nője a night clubban            | Shaun Casey          |                    |
| Pincér a night clubban               | Ricardo Bertoni      |                    |
| Pincér a night clubban               | Michael Aronin       |                    |
| Idegen az utcán                      | Lou Picetti          |                    |
| Idegen az utcán                      | Loretta Tupper       |                    |
| Idegen az utcán                      | James Burge          |                    |
| Idegen az utcán                      | Shelley Hack         |                    |
| Idegen az utcán                      | Albert Ottenheimer   |                    |
| Idegen az utcán                      | Paula Trueman        |                    |
| Színésznő Rob TV-showjában           | Beverly D'Angelo     | Dallos Szilvia     |
| Színész Rob TV-showjában             | Tracey Walter        | Dobránszky Zoltán  |

## Díjak

### Oscar-díj
Az Annie Hall öt Oscar-díj jelölést kapott, de Woody nem fogadta el a meghívást a díjkiosztóra, amit 1978. április 4-én tartottak Los Angelesben, Allen helyette a Michael's Pub-ban, New Yorkban jazz-zenét játszott saját zenekarával. Gúnyosan így kommentálta az eseményt: „Még ha ez valami különleges alkalom lenne, vagy ilyesmi, elmennék. De nem túlzottan érdekel egy kis kopasz emberke mozdulatlan szobra. Inkább valami olyat szeretnék, aminek hosszú, szőke hajfürtjei vannak.”
Allen szobrai végül a szülei porcelános szekrényében kötöttek ki, mivel ő nem volt hajlandó gyűjteni vagy hazavinni őket.
Oscar-díj (1978)
- díj: legjobb női főszereplő - Diane Keaton
- díj: legjobb rendező - Woody Allen
- díj: legjobb eredeti forgatókönyv - Woody Allen
Marshall Brickman
- díj: legjobb film - Charles H. Joffe
- jelölés:legjobb férfi főszereplő - Woody Allen

BAFTA-díj (1978) – Legjobb film
- díj: legjobb rendező: Woody Allen
- díj: legjobb női főszereplő: Diane Keaton
- díj: legjobb vágás: Ralph Rosenblum, Wendy Greene Bricmont
- díj: legjobb forgatókönyv: Woody Allen, Marshall Brickman
- jelölés: legjobb férfi főszereplő jelölés: Woody Allen

Golden Globe-díj (1978)
- díj: legjobb női alakítás: Diane Keaton
- jelölés: legjobb film – zenés film és vígjáték kategória jelölés
- jelölés: legjobb férfi alakítás jelölés: Woody Allen
- jelölés: legjobb forgatókönyv jelölés: Woody Allen, Marshall Brickman

## A magyar szinkron és hiányosságai
A magyar mozihálózatba a szokásoknak megfelelően szinkronnal került, Kern András ettől a filmtől kezdődően vált Woody Allen állandó magyar hangjává. Ez a szinkron (1980, Pannónia filmstúdió, a magyar szöveget írta és a szinkront rendezte Sipos Áron) került később a DVD-kiadásra is, ez lett a film alá kerülő felirat alapja.
A szinkron az innen elhíresült mondatok és a szinkronszínészek révén ugyan klasszikussá vált, de érdemes megjegyezni, hogy az eredeti szöveggel összevetve a szövegben nagyon sok téves fordítás, hiba és félreértés került. (ennek egyik legszignifikánsabb példája, mikor az eredeti filmben a Grammy-díjról esik szó, ott a fordító Annie Hall szájába „a Nagyi című lemezem” szöveget adja.) Eme félrefordítások miatt az eredeti film sok finom utalása, poénja, sokat idézett kulcsmondata a magyar változatban elveszett, magyarul azóta sem hozzáférhető.

## A forgatókönyv magyarul
- Woody Allen–Marshall Brickman: Annie Hall. Forgatókönyv; ford. Polyák Béla; Cartaphilus, Bp., 2010 (Cartaphilus forgatókönyvek)